# Годерн
Годерн (њем. Godern) општина је у њемачкој савезној држави Мекленбург-Западна Померанија. Једно је од 76 општинских средишта округа Пархим. Према процјени из 2010. у општини је живјело 345 становника. Посједује регионалну шифру (AGS) 13060024.

## Географски и демографски подаци
Годерн се налази у савезној држави Мекленбург-Западна Померанија у округу Пархим. Општина се налази на надморској висини од 40 метара. Површина општине износи 4,6 km². У самом мјесту је, према процјени из 2010. године, живјело 345 становника. Просјечна густина становништва износи 75 становника/km².